# Edward Argar
Edward Argar, né le 9 décembre 1977 à Ashford, est un homme politique britannique, membre du Parti conservateur. Il est député de Charnwood puis de Melton et Syston depuis les élections générales de 2015.
Il exerce auparavant brièvement les fonctions de ministre du Bureau du Cabinet, Paymaster General et secrétaire en chef du Trésor entre septembre et octobre 2022 puis ministre d'État aux Prisons, à la Libération conditionnelle et à la Probation de 2023 à 2024.
Il est auparavant sous-secrétaire d'État parlementaire à la Justice entre juin 2018 et septembre 2019, puis ministre d'État à la Santé de septembre 2019 à juillet 2022. 

## Jeunesse
Argar est né à Ashford et fait ses études à la Harvey Grammar School, avant d'obtenir un diplôme en histoire moderne à Oriel College, Oxford. À l'université, il se présente sans succès aux élections de l'Oxford Union Society et de l'Oxford University Conservative Association, mais est élu à l'exécutif du Student Union Council.

## Carrière
Après avoir quitté l'université, il passe quatre ans à travailler comme attaché de presse pour le ministre des Affaires étrangères de l'ombre, Lord Ancram qui à l'époque partage un bureau avec le ministre de l'ombre du Cabinet, Sir Alan Duncan.
Après avoir travaillé pour Lord Ancram, il travaille pour Hedra, une société de conseil en gestion qui est reprise par Mouchel. En février 2013, il est élu au Conseil régional du Sud-Est du CBI, se décrivant comme «Responsable des affaires publiques, Serco UK & Europe».
Il est devenu membre conservateur du conseil municipal de Westminster en 2006 et membre du cabinet en 2008. Il se présente à la direction du conseil en 2012, mais perd contre Philippa Roe.
Il s'est présenté à Oxford East lors des élections générales de 2010. Il est battu par Andrew Smith, l'ancien ministre du Travail et des Pensions. Argar cherche à être sélectionné dans les circonscriptions de Newark, Tonbridge et Malling, Wealden et Mid Worcestershire, avant d'être sélectionné pour le siège sûr de Charnwood détenu auparavant par Stephen Dorrell. Un article du Daily Telegraph faisant l'éloge des primaires ouvertes le qualifiait de "candidat en série".
Il prononce son premier discours le 4 juin 2015. Argar a ouvert un débat sur la démence en septembre 2015. Il a salué le travail accompli par le gouvernement travailliste précédent dans la formulation d'une stratégie sur la démence. Argar était opposé au Brexit avant le référendum de 2016.
Il est nommé secrétaire parlementaire privé du secrétaire d'État à l'Intérieur lors du remaniement de janvier 2018. Il est ensuite nommé sous-secrétaire d'État parlementaire à la Justice en juin 2018 en remplacement de Phillip Lee. Argar est nommé ministre d'État au département de la Santé et des Affaires sociales le 10 septembre 2019. Il démissionne en juin 2022, avant de passer au Bureau du Cabinet trois mois plus tard sous Liz Truss.
Le 14 octobre 2022, il devient secrétaire en chef du Trésor puis le 25 octobre Ministre d’État à la Justice.